# Andrew Pataki
Andrew Pataki (* 30. August 1927 in Palmerton, Pennsylvania; † 8. Dezember 2011 in Passaic, New Jersey) war ein US-amerikanischer Geistlicher und Bischof der Eparchie Passaic der ruthenischen griechisch-katholischen Kirche in den USA.

## Leben
Andrew Pataki studierte ab 1944 am St. Prokop-College-Seminar in Lisle, Illinois, und am byzantinisch-katholischen Priesterseminar von Sts. Cyril und Methodius in Pittsburgh. Am 24. Februar 1952 empfing er in der Kapelle des Seminars von Bischof Daniel Ivancho die Priesterweihe der ruthenischen griechisch-katholischen Kirche. Er graduierte in Kirchenrecht am Päpstlichen Orientalischen Institut in Rom (STL). Er war Pfarrer in Pennsylvania, New York, West Virginia und Ohio sowie New Jersey. Er war Rektor des Seminar von Sts. Cyril und Methodius in Pittsburgh. Von 1973 bis 1978 war er Mitglied der Päpstlichen Kommission für die Überarbeitung des Orientalischen Kodex des Kanonischen Rechtes. Papst Paul VI. ernannte ihn zum Päpstlichen Ehrenprälaten.
1983 wurde er von Papst Johannes Paul II. zum Titularbischof von Telmissus ernannt und zum Weihbischof der Ruthenisch griechisch-katholischen Kirche in den USA mit Sitz in New Jersey bestellt. Bereits 1984 erfolgte die Ernennung zum Bischof der Eparchie Parma in Ohio. 1995 wurde er von Johannes Paul II. als Nachfolger von Michael Dudick zum Bischof von Passaic dei Ruteni ernannt, einer von vier Diözesen der Ruthenian Byzantine Catholic Metropolitanate in the United States. 2007 wurde seinem Rücktrittsgesuch durch Benedikt XVI. stattgegeben; sein Nachfolger wurde William Skurla.
Er starb an den Folgen eines Verkehrsunfalls.